# Milan Čop
Milan Čop (Slavonski Brod, 1938. október 5. –) jugoszláv válogatott horvát labdarúgó, hátvéd, olimpikon.

## Pályafutása

### Klubcsapatban
1961–62-ben a BSK Slavonski Brod, 1962 és 1967 között a Crvena zvezda labdarúgója volt. A belgrádi csapattal egy-egy jugoszláv bajnoki címet és kupagyőzelmet ért el. 1967–68-ban az amerikai Oakland Clippers, 1969 és 1971 között a francia AS Nancy játékosa volt. 1974-ben az amerikai San Jose Earthquakes csapatában fejezte be az aktív játékot.

### A válogatottban
1963–64-ben tíz alkalommal szerepelt a jugoszláv válogatottban. Részt vett az 1964-es tokiói olimpián, ahol hatodik helyezést ért el a csapattal.

## Sikerei, díjai
Crvena zvezda
- Jugoszláv bajnokság
  - bajnok: 1963–64
- Jugoszláv kupa
  - győztes: 1964

## Statisztika

### Mérkőzései a jugoszláv válogatottban
| Jugoszlávia | Jugoszlávia          | Jugoszlávia                            | Jugoszlávia                 | Jugoszlávia | Jugoszlávia       | Jugoszlávia          | Jugoszlávia | Jugoszlávia |
| #           | Dátum                | Helyszín                               | Hazai                       | Eredmény    | Vendég            | Kiírás               | Gólok       | Esemény     |
| ----------- | -------------------- | -------------------------------------- | --------------------------- | ----------- | ----------------- | -------------------- | ----------- | ----------- |
| 1.          | 1963. október 27.    | Bukarest, Augusztus 23. Stadion        | Románia                     | 2 – 1       | Jugoszlávia       | barátságos           | -           |             |
| 2.          | 1964. március 18.    | Szófia, Vaszil Levszki Nemzeti Stadion | Bulgária                    | 0 – 1       | Jugoszlávia       | barátságos           | -           |             |
| 3.          | 1964. április 1.     | Niš, Gradszki Stadion Čair             | Jugoszlávia                 | 1 – 0       | Bulgária          | barátságos           | -           |             |
| 4.          | 1964. május 17.      | Prága, Strahov-stadion                 | Csehszlovákia               | 2 – 3       | Jugoszlávia       | barátságos           | -           |             |
| 5.          | 1964. június 17.     | Belgrád, JNA Stadion                   | Jugoszlávia                 | 1 – 2       | Románia           | barátságos           | -           |             |
| 6.          | 1964. szeptember 23. | Belgrád, JNA Stadion                   | Jugoszlávia                 | 2 – 7       | Európa-válogatott | barátságos           | -           |             |
| 7.          | 1964. október 13.    | Jokohama, Micuzava stadion (JPN)       | Marokkó                     | 1 – 3       | Jugoszlávia       | olimpiai B csoport   | -           |             |
| 8.          | 1964. október 15.    | Tokió, Komazawa stadion (JPN)          | Magyarország                | 6 – 5       | Jugoszlávia       | olimpiai B csoport   | -           |             |
| 9.          | 1964. október 18.    | Tokió, Csicsibu Herceg Stadion (JPN)   | Egyesült Német Csapat (EUA) | 1 – 0       | Jugoszlávia       | olimpiai negyeddöntő | -           |             |
| 10.         | 1964. október 20.    | Oszaka, Nagai stadion                  | Japán                       | 1 – 6       | Jugoszlávia       | olimpiai helyosztó   | -           |             |
|             | Összesen             |                                        |                             | 10          | mérkőzés          |                      | 0           | gól         |